# Scheldeprijs 2023
111. ročník jednodenního cyklistického závodu Scheldeprijs se konal 5. dubna 2023 v Belgii a Nizozemsku. Vítězem se stal Belgičan Jasper Philipsen z týmu Alpecin–Deceuninck. Na druhém a třetím místě se umístili Australan Sam Welsford (Team DSM) a Brit Mark Cavendish (Astana Qazaqstan Team). Závod byl součástí UCI ProSeries 2023 na úrovni 1.Pro.

## Týmy
Závodu se zúčastnilo 10 z 18 UCI WorldTeamů, 10 UCI ProTeamů a 1 UCI Continental tým. Každý tým přijel se sedmi závodníky kromě týmů Arkéa–Samsic, Cofidis a Trek–Segafredo s šesti jezdci. 2 závodníci neodstartovali, na start se tak postavilo 142 jezdců. Do cíle v Schotenu dojelo 136 z nich.
UCI WorldTeamy
- Alpecin–Deceuninck
- Arkéa–Samsic
- Astana Qazaqstan Team
- Bora–Hansgrohe
- Cofidis
- Intermarché–Circus–Wanty
- Soudal–Quick-Step
- Team DSM
- Team Jayco–AlUla
- Trek–Segafredo

UCI ProTeamy
- Bingoal WB
- Bolton Equities Black Spoke
- Human Powered Health
- Israel–Premier Tech
- Lotto–Dstny
- Q36.5 Pro Cycling Team
- Team Corratec
- Team Flanders–Baloise
- Team Novo Nordisk
- Uno-X Pro Cycling Team

UCI Continental týmy
- BEAT Cycling

## Výsledky
| Pořadí | Jezdec                  | Tým                      | Čas        |
| ------ | ----------------------- | ------------------------ | ---------- |
| 1      | Jasper Philipsen (BEL)  | Alpecin–Deceuninck       | 4h 25' 38" |
| 2      | Sam Welsford (AUS)      | Team DSM                 | + 0"       |
| 3      | Mark Cavendish (GBR)    | Astana Qazaqstan Team    | + 0"       |
| 4      | Dylan Groenewegen (NED) | Team Jayco–AlUla         | + 0"       |
| 5      | Gerben Thijssen (BEL)   | Intermarché–Circus–Wanty | + 0"       |
| 6      | Edward Theuns (BEL)     | Trek–Segafredo           | + 0"       |
| 7      | Caleb Ewan (AUS)        | Lotto–Dstny              | + 0"       |
| 8      | Max Walscheid (GER)     | Cofidis                  | + 0"       |
| 9      | Itamar Einhorn (ISR)    | Israel–Premier Tech      | + 0"       |
| 10     | Giacomo Nizzolo (ITA)   | Israel–Premier Tech      | + 0"       |